# Groepsportret in lentetuin
Groepsportret in lentetuin is een hoorspel van James Saunders. Random Moments In A May Garden werd op 20 januari 1974 door de BBC uitgezonden. Josephine Soer vertaalde het en de AVRO zond het uit op donderdag 17 oktober 1974, van 20:50 uur ot 21:52 uur. De regisseur was Jacques Besançon.

## Rolbezetting
- Paul van der Lek (de fotograaf)
- Paul van Gorcum (de aannemer)
- Eric Schneider (David)
- Sacha Bulthuis (Anne)
- Loeki Knol (Katie)
- Annet Nieuwenhuizen (Sophie)
- Pieter Lutz (Digby)
- Lies Franken (Ann)
- Willem Wagter (Mark)
- Helen Hedy (Katherine)

## Inhoud
David en zijn vrouw Sophie betrekken een nieuw huis. Hun kinderen zijn de deur uit. Het is een oud huis met een grote tuin. “Het zal ons laatste huis zijn, dat is zo goed als zeker. Een merkwaardig gevoel. We zullen daar sterven. En ons verleden zal ergens anders zijn.” Bij hun rondgang door het huis vinden ze een gedeelte van een oude groepsfoto. Het moeten vorige bewoners zijn. De foto is gedeeltelijk vergaan. Alleen twee meisjes zijn nog herkenbaar. Plotseling komen de meisjes van de foto tot leven. Dat kan in een hoorspel. Ze vertellen, door middel van hun verhalen, de geschiedenis die zij met het huis hebben meegemaakt. Er lopen twee verhalen door elkaar heen. Hun raakvlak is het huis, de aanleiding de gevonden foto. Die maakt Sophie angstig, herinnert haar te veel aan hun tijdelijkheid: “En de anderen, wie het ook waren, zijn helemáál weg. Of… afgescheurd. Blijven plakken aan een plank in de keukenkast. Wat een lotsbestemming! Wat zal de herinnering aan ons zijn?” De luisteraar begrijpt dat die herinnering ook alleen maar een groepsfoto kan zijn, een nieuwe, die dan ook gemaakt wordt. Weer in de tuin…